# Ulan-udei Repülőgépgyár
Az Ulan-udei Repülőgépgyár (oroszul: Улан-Удэнский авиационный завод) Oroszországban, a burjátföldi Ulan-Udéban működő, repülőgépeket és helikoptereket gyártó vállalat. 1995-től nyílt részvénytársasági formában működik. A repülőgépgyártáson kívül a Mi–8 helikopterek ipari szintű nagyjavításával is foglalkozik.

## Története
Az eredetileg az I–16 vadászrepülőgépek és az SZB gyorsbombázók, valamint az M–25 és M–100 típusú repülőgépmotorok karbantartására és javítására szolgáló üzem építését 1936-ban kezdték el az Ulan-Udétől 11 km-re található Senesztuj falu mellett. Az üzem részlegesen 1939-ben kezdte meg működését. A második világháború alatt a vállalatot átnevezték 99. sz. Állami Repülőgépgyárra (GAZ–99) és 1941-től a Pe–2 zuhanóbombázók és a Jak–3 vadászrepülőgépek sorozatgyártását kezdte el. 1943-1944 között a La–5, 1944–1946 között a La–7, 1947-től 1949-ig pedig a La–9 vadászrepülőgépeket, és annak kétüléses kiképző változatát, a La–9UTI-t gyártotta.
A második világháború után a repülőgépgyár a MiG–15 kétüléses oktató–gyakorló változatát, a MiG–15UTI-t kezdte el gyártani. 1956-tól a vállalat új gyártási profilt alakított ki, és a merevszárnyú repülőgépek mellett a Kamov-helikopterek egyes típusait is gyártotta. Ott állították elő a Ka–15 és Ka–18 dugattyús motoros helikoptereket, majd 1965–1975 között a Ka–25 gázturbinás haditengerészeti helikoptereket. 1970-től megindult az üzemben a Mi–8 helikopterek építése is.
1961–1965 között Ulan-Udéban gyártották a Jak–25RV magassági vadász- és felderítő repülőgépeket. Az 1960-as évek elején szárazföldi és vízfelszíni indítású robotrepülőgépeket is gyártottak, az évtized második felében pedig az An–24B szállító repülőgépeket készítették. 1977-ben kezdődött a MiG–27M típusú vadászbombázók sorozatgyártása.

## Jelenlegi gyártmányai

### Helikopterek
- Mi–8T
- Mi–171

### Repülőgépek
- Szu–25UB
- Szu–39

## Külső hivatkozások
- Az Ulan-udei Repülőgépgyár honlapja (oroszul és angolul)

1. ↑  http://e-disclosure.ru/portal/files.aspx?id=885&type=3